# ديفيد جونسون (مجدف)
ديفيد جونسون هو مجدف كندي، ولد في 22 مايو 1960 في تورونتو في كندا.

## وصلات خارجية
- ديفيد جونسون على موقع الاتحاد الدولي للتجديف (الإنجليزية)
- ديفيد جونسون على موقع اللجنة الأولمبية الدولية (الإنجليزية)
- ديفيد جونسون على موقع أوليمبيديا (الإنجليزية)